# Phanoptis taxila
Phanoptis taxila är en fjärilsart som beskrevs av Druce 1907. Phanoptis taxila ingår i släktet Phanoptis och familjen tandspinnare. Inga underarter finns listade i Catalogue of Life.